# Deolinda
(Os) Deolinda es un grupo de música popular portuguesa. Su estilo se inspira en el fado y sus orígenes tradicionales.
Los integrantes de Deolinda se inspiran en el fado, aunque dejan de lado varios clichés. Por ejemplo, no utilizan la guitarra portuguesa y sus letras no son serias, tristes ni fatalistas. Su música puede bailarse y la cantante viste ropas coloridas contra la tradición de vestir de negro riguroso. Su música se inspira tanto en la música popular portuguesa de José Afonso, António Variações, Sérgio Godinho, Madredeus o Amália Rodrigues y Alfredo Marceneiro como en el Rebético griego, la ranchera mexicana, la samba, la música hawaiana o el jazz y el pop.
Sus letras hablan de cosas cotidianas típicas de la vida de los portugueses y de su forma de ser.
El nombre de Deolinda se refiere a un personaje de ficción creado por el grupo. Se trata de una joven, soltera, poco atractiva que vive en un barrio social de Lisboa y que siempre se enamora de chicos que no le hacen ni caso. Este tipo de chica protagoniza buena parte de las canciones.

## Historia
El proyecto musical surgió en 2006, cuando los hermanos Pedro da Silva Martins y Luis José Martins (ex Bicho de 7 Cabeças), su prima, Ana Bacalhau, entonces vocalista de los Lupanar e José Pedro Leitão, contrabajista de los Lupanar y actual marido de Ana Bacalhau, empezaron a tocar cuatro canciones que Pedro había escrito, naciendo así, los Deolinda.
El tema "Contado ninguém acredita" fue incluido en el recopilatorio "Novos talentos" de 2007 editado por la cadena FNAC.
El 21 de abril de 2008, apareció su primer disco, "Canção ao lado". El sencillo "Fado Toninho" obtuvo una gran repercusión en ser incluido en la banda sonora de la telenovela "Feitiço de Amor" (en castellano - "Hechizo de amor"). En octubre de 2008, se convirtió en disco de oro y en diciembre disco de platino.
En abril de 2009, el grupo inició su primera gira europea. Actuaron en varios países, entre ellos, Holanda, Alemania y Suiza., regresando a Portugal para diversos conciertos en ciudades como Oporto, Braga y Barcelos.

## Miembros
- Ana Bacalhau: Voz.
- Luís José Martins: Guitarra clásica, ukelele, cavaco, guitalele, guitarra braguesa y voz.
- Pedro da Silva Martins: Guitarra clásica y voz.
- Zé Pedro Leitão: Contrabajo y voz.

## Discografía

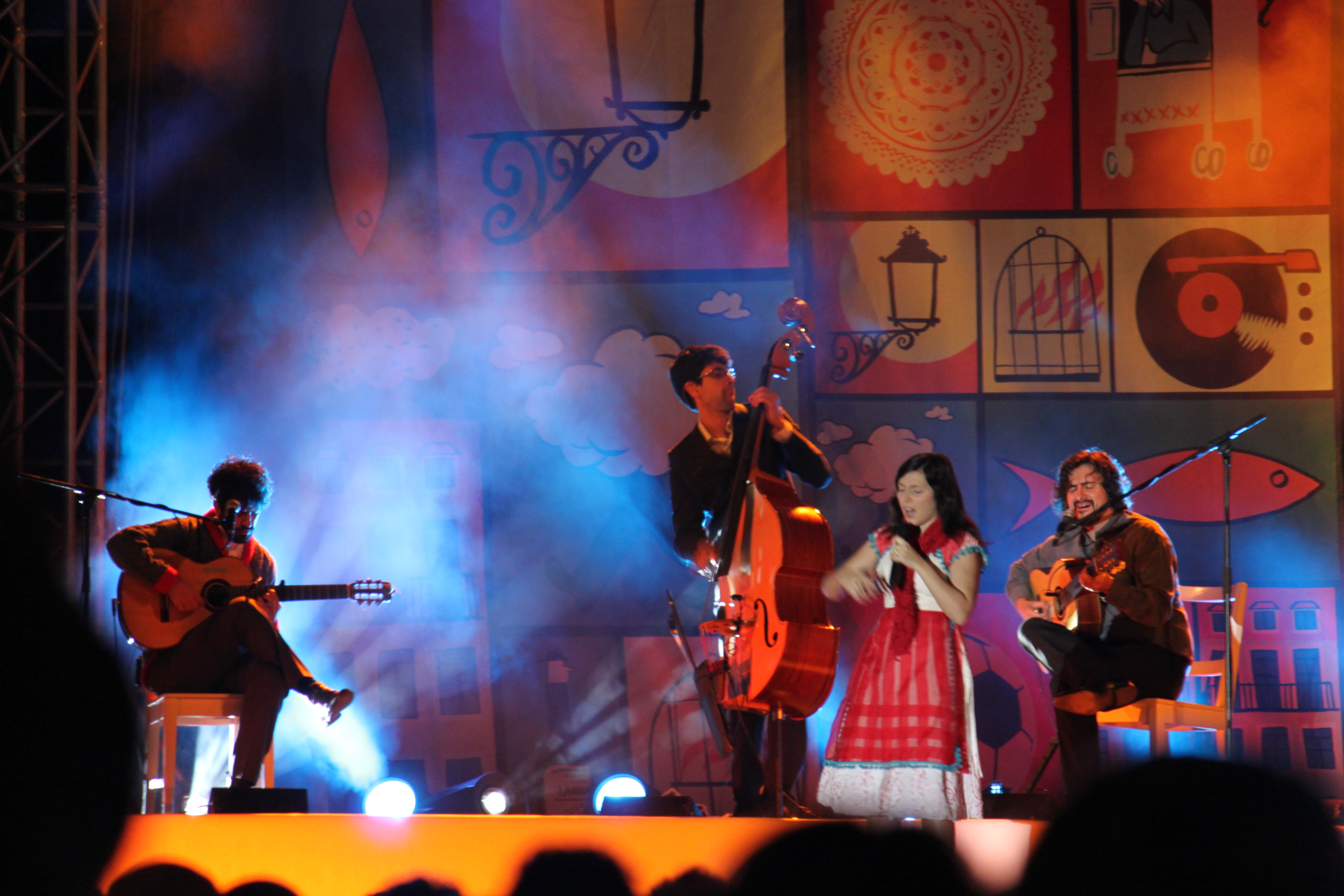
Deolinda en Oeiras (2011)

- Canção ao Lado (2008)
- Dois Selos e Um Carimbo (2010)
- Mundo Pequenino (2013)
- Outras Histórias (2016)